# Distrito de Châlons-en-Champagne
El distrito de Châlons-en-Champagne es un distrito (en francés arrondissement) de Francia, que se localiza en el département Marne, de la région Champaña-Ardenas (en francés Champagne-Ardenne). Cuenta con 8 cantones y 100 comunas.
La capital de un departamento se llama subprefectura (sous-préfecture). Cuando un departamento contiene la prefectura (capital) del departamento, esa prefectura es la capital del distrito, y se comporta tanto como una prefectura como una subprefectura.

## División territorial

### Cantones
Los cantones del distrito de Châlons-en-Champagne son:
1. Châlons-en-Champagne cantón primero
2. Châlons-en-Champagne cantón segundo
3. Châlons-en-Champagne cantón tercero
4. Châlons-en-Champagne cantón cuarto
5. Écury-sur-Coole
6. Marson
7. Suippes
8. Vertus

### Comunas
| 1. Aigny (51003)                   | 2. Athis (51018)                      | 3. Aulnay-sur-Marne (51023)         | 4. Bergères-lès-Vertus (51049)             |
| 5. Billy-le-Grand (51061)          | 6. Bouy (51078)                       | 7. Breuvery-sur-Coole (51087)       | 8. Bussy-Lettrée (51099)                   |
| 9. Bussy-le-Château (51097)        | 10. Cernon (51106)                    | 11. Chaintrix-Bierges (51107)       | 12. Champigneul-Champagne (51117)          |
| 13. Chéniers (51146)               | 14. La Cheppe (51147)                 | 15. Cheppes-la-Prairie (51148)      | 16. Chepy (51149)                          |
| 17. Cherville (51150)              | 18. Châlons-en-Champagne (51108)      | 19. Clamanges (51154)               | 20. Compertrix (51160)                     |
| 21. Condé-sur-Marne (51161)        | 22. Coolus (51168)                    | 23. Coupetz (51178)                 | 24. Coupéville (51179)                     |
| 25. Courtisols (51193)             | 26. Cuperly (51203)                   | 27. Dampierre-au-Temple (51205)     | 28. Dampierre-sur-Moivre (51208)           |
| 29. Fagnières (51242)              | 30. Faux-Vésigneul (51244)            | 31. Francheville (51259)            | 32. Le Fresne (51260)                      |
| 33. Germinon (51268)               | 34. Givry-lès-Loisy (51273)           | 35. Les Grandes-Loges (51278)       | 36. Isse (51301)                           |
| 37. Jonchery-sur-Suippe (51307)    | 38. Juvigny (51312)                   | 39. Jâlons (51303)                  | 40. Livry-Louvercy (51326)                 |
| 41. Loisy-en-Brie (51327)          | 42. Mairy-sur-Marne (51339)           | 43. Marson (51354)                  | 44. Matougues (51357)                      |
| 45. Moivre (51371)                 | 46. Moncetz-Longevas (51372)          | 47. Mourmelon-le-Grand (51388)      | 48. Mourmelon-le-Petit (51389)             |
| 49. Nuisement-sur-Coole (51409)    | 50. Omey (51415)                      | 51. Pierre-Morains (51430)          | 52. Pocancy (51435)                        |
| 53. Pogny (51436)                  | 54. Poix (51438)                      | 55. Recy (51453)                    | 56. Rouffy (51469)                         |
| 57. Saint-Germain-la-Ville (51482) | 58. Saint-Gibrien (51483)             | 59. Saint-Hilaire-au-Temple (51485) | 60. Saint-Hilaire-le-Grand (51486)         |
| 61. Saint-Jean-sur-Moivre (51490)  | 62. Saint-Mard-lès-Rouffy (51499)     | 63. Saint-Martin-aux-Champs (51502) | 64. Saint-Martin-sur-le-Pré (51504)        |
| 65. Saint-Memmie (51506)           | 66. Saint-Pierre (51509)              | 67. Saint-Quentin-sur-Coole (51512) | 68. Saint-Étienne-au-Temple (51476)        |
| 69. Sainte-Marie-à-Py (51501)      | 70. Sarry (51525)                     | 71. Sogny-aux-Moulins (51538)       | 72. Somme-Suippe (51546)                   |
| 73. Somme-Vesle (51548)            | 74. Souain-Perthes-lès-Hurlus (51553) | 75. Soudron (51556)                 | 76. Soulières (51558)                      |
| 77. Suippes (51559)                | 78. Thibie (51566)                    | 79. Togny-aux-Bœufs (51574)         | 80. Trécon (51578)                         |
| 81. Vadenay (51587)                | 82. Val-des-Marais (51158)            | 83. Vatry (51595)                   | 84. Vaudemange (51599)                     |
| 85. Vert-Toulon (51611)            | 86. Vertus (51612)                    | 87. La Veuve (51617)                | 88. Villeneuve-Renneville-Chevigny (51627) |
| 89. Villers-le-Château (51634)     | 90. Villeseneux (51638)               | 91. Vitry-la-Ville (51648)          | 92. Voipreux (51651)                       |
| 93. Vouzy (51655)                  | 94. Vraux (51656)                     | 95. Vélye (51603)                   | 96. Vésigneul-sur-Marne (51616)            |
| 97. Écury-le-Repos (51226)         | 98. Écury-sur-Coole (51227)           | 99. L'Épine (51231)                 | 100. Étréchy (51239)                       |